# Вайфер (князь Беневентський)
Вайфер або Гвайфер (пом. 881), князь Беневентський (878—881), син князя Радельгара.
Став князем лише після смерті свого дядька Адельчіза. У 879 брав участь у боротьбі за Капуанський престол на боці претендента Панденульфа проти його зведеного брата Ландо III.